# Stazione di Palagiano-Chiatona
La stazione di Palagiano-Chiatona è una stazione ferroviaria a servizio del lido di Chiatona, nel territorio comunale di Palagiano, in provincia di Taranto. La stazione è servita da treni regionali da/per Taranto, Potenza Centrale e Sibari.
La stazione è ubicata in prossimità della spiaggia di Chiatona, frazione balneare di Palagiano e di Massafra.

## Storia
Nel 1949 la stazione mutò la propria denominazione da "Chiatona" a "Palagiano-Chiatona". La stazione è frequentata e utilizzata prevalentemente da turisti della zona (provincia di Taranto o limitrofe) e altre zone e da turisti stranieri; è inoltre servita da autobus locali e nazionali/internazionali.
La stazione è classificata di categoria bronze.
In passato era possibile effettuare incroci e precedenze; oggi, l'ex primo binario è stato sostituito da una passerella per la banchina a servizio dell'ex secondo binario (binario di corsa), l'unico tuttora attivo.

## Interscambi
- Fermata autobus